# Kanton Créon
Kanton Créon (fr. Canton de Créon) je francouzský kanton v departementu Gironde v regionu Akvitánie. Tvoří ho 28 obcí.

## Obce kantonu
- Baurech
- Blésignac
- Bonnetan
- Camarsac
- Cambes
- Camblanes-et-Meynac
- Carignan-de-Bordeaux
- Cénac
- Créon
- Croignon
- Cursan
- Fargues-Saint-Hilaire
- Haux
- Latresne
- Lignan-de-Bordeaux
- Loupes
- Madirac
- Pompignac
- Le Pout
- Quinsac
- Sadirac
- Saint-Caprais-de-Bordeaux
- Saint-Genès-de-Lombaud
- Saint-Léon
- Sallebœuf
- La Sauve
- Tabanac
- Le Tourne